# Idioma haida
El haida es una lengua indígena hablada por los haida en algunas islas frente a las costas de Alaska y Canadá.

## Historia
Hace unos cien años todo el grupo étnico haida era competente en la lengua, pero actualmente la lengua está muy amenazada, con solo 45 hablantes nativos,  casi todos los cuales son adultos de edad avanzada. Aunque el número de hablantes nativos ha disminuido a lo largo de los años, de acuerdo con el censo canadiense de 2001 hay unos 275 hablantes no nativos en Columbia Británica y existe un renovado interés en la lengua, por lo que el número de hablantes podría aumentar.
Actualmente los miembros de la etnia haida están divididos en tres comunidades dialectales que trabajan juntas en revitalizar la lengua. En Skidegate, hablantes competentes recogen cotidianamente datos del dialecto meridional y han producido una larga serie de grabaciones. En Masset, un grupo de jóvenes está aprendiendo la lengua junto con hablantes ancianos competentes del dialecto septentrional. En Alaska, la comunidad lleva a cabo clases regulares para adolescentes y adultos y ha desarrollado un website con grabaciones del dialecto de Kaigani.

## Clasificación
El lingüista Edward Sapir clasificó el haida junto con las lenguas na-dené en 1915, una propuesta apoyada por otros autores, como Pinnow, Greenberg, Enrico, Ruhlen, Manaster Ramer y Bengtson (ver #Bibliografía). Sin embargo, actualmente la mayor parte de lingüistas consideran al haida una lengua aislada, en particular los atabascanistas más destacados. Una propuesta reciente que relaciona atabasco-eyak-tlingit a las lenguas yeniseas de Siberia central no encuentra evidencia para emparentar el haida con ninguna de estas lenguas.

## Fonología
Fonológicamente el haida tiene ocho vocales y cerca de 30 consonantes. El inventario es el siguiente:
|             |             | Bilabial | Alveolar | Alveolar | Palatal | Velar | Uvular | Epiglotal | Glotal |
| central     | lateral     | Bilabial |          |          | Palatal | Velar | Uvular | Epiglotal | Glotal |
| ----------- | ----------- | -------- | -------- | -------- | ------- | ----- | ------ | --------- | ------ |
| Oclusiva    | simple      | b̥        | d̥        |          |         | ɡ̊     | ɢ̥      |           | ʔ      |
| Oclusiva    | aspirada    | pʰ       | tʰ       |          |         | kʰ    | qʰ     |           |        |
| Oclusiva    | eyectiva    | pʼ       | tʼ       |          |         | kʼ    | qʼ     |           |        |
| Africada    | Lenis       |          |          | d̥͡l       | d̥͡ʒ̊      |       |        |           |        |
| Africada    | Fortis      |          | t͡s       | t͡ɬʰ      | t͡ʃ      |       |        | ʡ͡ʜ        |        |
| Africada    | eyectiva    |          | t͡sʼ      | t͡ɬʼ      | t͡ʃʼ     |       |        |           |        |
| Fricativa   | sorda       |          | s        | ɬ        |         | x     | χ      | ʜ         | h      |
| Nasal       | simple      | m        | n        |          |         | ŋ     |        |           |        |
| Nasal       | glotalizada | mˀ       | nˀ       |          |         |       |        |           |        |
| Aproximante | simple      |          |          | ɫ        | j       | w     |        |           |        |
| Aproximante | glotalizada |          |          | lˀ       |         |       |        |           |        |

Con respecto al sistema fonológico, dentro del dominio bucal, encontramos consonantes bilabiales, alveolares (centrales y laterales), palatales y velares. Quizás los rasgos distintivos más característicos del sistema fonológico de la lengua sean los que aportan la cavidad faríngea y la cavidad laríngea. Tenemos fonemas uvulares, epiglóticos y glotales.
La diferencia más importante en la pronunciación es la pérdida de ciertas consonantes en el haida del norte. Los sonidos que se pierden son: /G/, /x/ y /x/. En el caso de que estos sonidos ocurran en el medio de una palabra, el haida del sur la conserva. En algunas palabras, son reemplazados por otro sonidos como [w] y [y]. Un ejemplo es GALGUN/GÁLUN (wild currant). Como resultado de este proceso las palabras del haida del sur son ligeramente más largas.
Hay abundantes confusiones entre los sonidos, aunque no en inicio de palabras, pero esto ha ocasionado confusiones entre las versiones de los diferentes diccionarios, por ejemplo, p/b, t/d, k/g, kw/gw, tl/dl, ts/j. También se produce confusión entre estos sonidos al final de palabra. Esto ocurre, en parte, porque las letras /b/, /d/, /g/, /gw/ y /j/ tienen dos pronunciaciones. Al inicio de palabra se pronuncian con mayor fuerza. Por otro lado, los sonidos /t/, /k/, /kw/ y /tl/ siempre se pronuncian de la misma forma.

### Tono
Una característica del haida es ser una lengua tonal, cuya naturaleza varía de un dialecto a otro. En el dialecto de Kaigani el sistema es de acento tonal, como mucho con una sílaba acentuada por palabra llevando un tono alto. En los dialectos de Masset y Skidegate el tono solo contrasta en sílabas pesadas. Todos los sistemas tonales anteriores distinguen solo dos tonos: alto y bajo.

## La oración
Lo primero que hay que tener en cuenta es que nos encontramos ante una lengua de orden SOV. Tenemos muchas parejas de verbos que solo se distinguen en si necesitan objeto o no.
Nos encontramos ante una lengua sin frase verbal, sin casos marcados y sin una regular y general concordancia en el verbo. El haida tiene diversas estrategias, unas sintácticas y otras no, para identificar los papeles en las oraciones complejas. 
- La primera de ellas es el orden de palabras.
- La segunda es la expresión de la animacidad relativa, es decir, se basa en lo sensible o vivo que es el referente de un sustantivo. Se utiliza para marcar el sujeto y expresar que tiene una característica diferente.
- La tercera posibilidad tiene que ver con el uso de las facultades semánticas y cognitivas, incluido el uso de la restricción selectiva.

La formación de las preguntas (wh- questions), a diferencia de en el Línguit, una lengua con la que se suele comparar en muchos estudios, sí permite que la partícula aparezca a la izquierda y que ocupe la posición foco en la oración. Cuando se pregunta in-situ, la oración debe ser marcada con gu/gwa. Además se utilizan diferentes pronombres interrogativos para las preguntas indirectas, como por ejemplo gina (qué) y nang (quién).

### Enlaces exteriores
- Haida language
- Listen to the sounds of Haida
- Raven, a story in the Haida language
- Haida writing systems
- Haida linguistics bibliography
- The Book of Common Prayer in Haida
- Aprende Haida

- Datos: Q33303